# Lauterbach (Selb)
Lauterbach ist ein Gemeindeteil der Großen Kreisstadt Selb im Landkreis Wunsiedel im Fichtelgebirge (Oberfranken, Bayern).

## Lage
Das Dorf liegt nordöstlich der Kernstadt von Selb am Lauterbach und an der Kreisstraße WUN 16. Südlich des Ortes verläuft die Staatsstraße 2179 und nordöstlich die Staatsgrenze zu Tschechien.

## Geschichte
Neben anderen Nachbarorten verkaufte 1372 Konrad von Neuberg Lauterbach an den Egerer Rat. Auch die von Zedtwitz auf Neuberg wurden 1555 von den Burggrafen von Meißen mit zwei Gütern belehnt. Über den Kreuzherrenorden der Bartholomäuskirche gelangte das Dorf 1626 durch Kauf zum Fürstentum Bayreuth. Kirchlich gehörte Lauterbach bis 1945 zu Asch, danach für die evangelische Kirche zu Erkersreuth und die katholische Kirche zu Schönwald. Die 1818 gegründete Ruralgemeinde Lauterbach kam im Zuge der Gebietsreform in Bayern am 1. Januar 1978 mehrheitlich zu Selb, Reichenbach kam zu Schönwald.

## Baudenkmäler
In der Liste der Baudenkmäler in Selb sind für Lauterbach drei Baudenkmäler aufgeführt:
- zwei Bauernhöfe (Lauterbach 28 und 30/31)
- ein Wohnstallhaus (Lauterbach 11)